# Bartherans
Bartherans é uma comuna francesa na região administrativa de Borgonha-Franco-Condado, no departamento de Doubs. Estende-se por uma área de 5,81 km². Em 2010 a comuna tinha 57 habitantes (densidade: 9,8 hab./km²).